# هتل هیلتون لندن
هتل هیلتون لندن در پارک لین (انگلیسی: London Hilton on Park Lane Hotel) یک هتل وابسته به هتل‌های هیلتون است که در خیابان پارک لین، لندن قرار دارد. این هتل که در سال ۱۹۶۳ میلادی تأسیس شده دارای ۲۸ طبقه و ۴۵۳ اتاق می‌باشد.